# Pintalia lateralis
Pintalia lateralis är en insektsart som beskrevs av Stsl 1862. Pintalia lateralis ingår i släktet Pintalia och familjen kilstritar. Inga underarter finns listade i Catalogue of Life.